# Irvine Welsh
Pour les articles homonymes, voir Welsh.
Œuvres principales
- Trainspotting
- Crime

Irvine Welsh [ˈɜɹvɪn wɛlʃ ], né le 27 septembre 1958 à Édimbourg, est un écrivain écossais.

## Biographie
« Je n’appartiens pas tant à la classe moyenne qu’à la bourgeoisie. Je suis un gentleman du plaisir. J’écris. Je m’installe à ma fenêtre et je regarde mon jardin. J’aime les livres. J’aime l’épaisseur et la complexité de Jane Austen et de George Eliot. J’écoute de la musique, je voyage. Je peux aller à n’importe quel festival du cinéma dès que j’en ai envie. »

— Irvine Welsh.
Malgré cette déclaration, Irvine Welsh est issu d'une famille modeste : sa mère est femme de ménage ; son père docker, puis marchand de tapis, meurt alors que Welsh a 25 ans. La famille habite d'abord dans le quartier de Leith, où il est né. En 1962, elle déménage dans le centre d’Édimbourg.
Welsh fait ses études secondaires à l'école d'Ainslie Park ; il quitte le système scolaire à l’âge de 16 ans et obtient un diplôme d’électricien.
En 1978, après avoir vécu de différents « petits boulots », il quitte Édimbourg pour Londres où il essaie de s’intégrer à la scène punk. Il devient guitariste et chanteur dans des groupes comme The Pubic Lice (« Les Morpions ») et Stairway 13 (en référence à l’accident tragique dans la tribune du stade d’Ibrox). En même temps, il travaille pour la mairie de Londres et étudie l’informatique. Il est « accro à l’héroïne de 1981 à 1983 », période durant laquelle il a écrit ce qui lui sert de base pour Trainspotting.
Vers le milieu des années 1980, à la faveur du boom causé par la gentrification du nord de Londres, il devient agent immobilier. Il revient ensuite à Édimbourg où il travaille au Département du logement de la municipalité. Ces expériences lui servent d’outils dans sa réflexion sociale.
Il reprend ses études, obtient un MBA (Master of Business Administration) à l’université Heriot-Watt et publie une thèse sur l'égalité des chances entre hommes et femmes dans le monde du travail.
Welsh s’engage également dans la musique en tant que DJ, producteur et tourneur. Comme beaucoup de ses personnages, il soutient avec conviction l'équipe de football des Hibs, une des deux d’Édimbourg (le Hibernian Football Club, dont les supporters sont principalement catholiques, le club ayant été fondé par des Irlandais).
Il est marié depuis juillet 2005 à une Américaine, Beth Quinn, rencontrée lors d’un cours d’écriture créative à Chicago. Welsh se décrit lui-même comme « monogame » : « c’est triste à entendre, mais c’est bien ce que je suis ».
Il vit aujourd’hui en Floride, retourne souvent en Écosse et voyage régulièrement à travers le monde pour ses travaux en littérature, en musique et au cinéma.

## Œuvre

### Présentation générale
« Les journalistes et les politiques extraient des mensonges de la vérité : les romanciers doivent faire l’inverse »

— Irvine Welsh.
Welsh peut être rapproché de deux groupes d’écrivains forts différents l’un de l’autre, ce qui aide à mieux comprendre la force et l’originalité de son œuvre.
D’un côté, l’École de Glasgow par son attachement à reproduire le vrai langage et la culture des classes populaires. Il recourt au « bad Scots », le patois urbain de la capitale écossaise. Bien qu’il soit originaire d’Édimbourg, son univers entièrement consacré à cette ville rappelle la passion des écrivains de Glasgow pour la leur et ils partagent bien sûr une même culture écossaise. Il partagerait donc l'héritage d’Alasdair Gray et de James Kelman, aux côtés de Iain Banks et Ian Rankin.
D'un autre côté, il s'apparente aux écrivains américains « culte et trash » : Hunter S. Thompson (Las Vegas Parano), Brett Easton Ellis (American Psycho) ou Chuck Palahniuk (Fight Club),. Tout comme eux il est considéré comme un critique de la société consumériste, le symbole d’une génération et est « victime » d’un livre considéré comme majeur, adapté avec succès au cinéma, mais qu’il a du mal à dépasser.

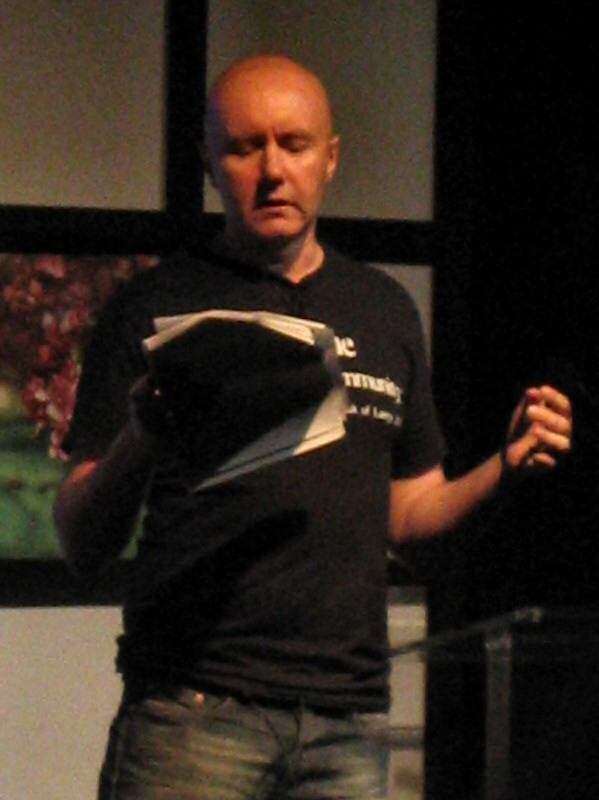
Lecture d'Irvine Welsh au festival d'Édimbourg en 2004

Son premier roman, Trainspotting, est publié en 1993. L’histoire se déroule dans les années 1980 et voit d’abord le jour sous forme de nouvelles décousues dont les personnages, unis par leur amitié fragile et leur addiction à l’héroïne, tentent d’échapper à l’ennui oppressant et à la brutalité de leur quotidien dans la cité.
S’il en a choqué certains, il a été porté en triomphe par beaucoup d’autres, le Sunday Times a ainsi déclaré que Welsh était « la meilleure chose qui soit arrivée à la littérature britannique depuis des décennies. » L’adaptation au cinéma de Trainspotting, réalisée par Danny Boyle et écrite par John Hodge, sort sur les écrans en 1996. Welsh y fait une courte apparition dans la peau d’un dealer, Mikey Forrester. Le film rencontre un succès mondial et contribue à la célébrité internationale de Welsh.
Son rapport à la drogue, très décrié, l’a fait longtemps classer parmi les écrivains britanniques de la chemical generation (Toni Davidson, John King).
On a reproché à Welsh d'être vulgaire, de donner dans le trash et la violence gratuite, de déprécier les classes populaires. Ainsi, il aurait manqué le prix Booker (principal prix littéraire au Royaume-Uni) parce qu’il aurait choqué « la sensibilité des dames du jury ». En France, la critique Nelly Kaprièlian l’accuse également de « faire des pauvres des êtres bêtes et méchants, médiocres et incultes » et de « poser un regard condescendant sur la classe qu’il entend pourtant réhabiliter ».
L’œuvre de Welsh ne se résume cependant pas à ce best-seller et beaucoup ont vu en Marabout Stork Nightmares ou dans Glu ses meilleurs romans,. Pour la critique littéraire française Josyane Savigneau, c’est dans Recettes intimes de grands chefs que Welsh maîtrise le mieux son « art de la comédie sociale ». Porno est la suite directe de Trainspotting, dix ans plus tard, Glu et Recettes intimes de grands chefs se situent dans le même univers. Paru en 2008, Crime marque une rupture de genre et de lieu puisqu’il s’agit d’un polar se déroulant principalement aux États-Unis. En 2021, une adaptation télévisée de Crime est lancée au Royaume-Uni sous la forme d'une série de 6 épisodes avec Dougray Scott dans le rôle du détective Lennox. Welsh a travaillé sur le projet avec Dean Cavanagh. Il s'agit de la première adaptation télévisée jamais réalisée à partir d'un livre d'Irvine Welsh.

### Romans
- Trainspotting, L'Olivier, 1996 ((en) Trainspotting, 1993), trad. Éric Lindor Fall  (ISBN 978-2879291048)
- (en) Marabou Stork Nightmares, 1995
- Une ordure, L'Olivier, 2000 ((en) Filth, 1998)  (ISBN 978-2879292045)
- Glu, Au diable vauvert, 2009 ((en) Glue, 2001), trad. Laura Derajinski
- Porno, Au diable vauvert, 2008 ((en) Porno, 2002), trad. Laura Derajinski  (ISBN 978-2846261517)Suite de Trainspotting
- Recettes intimes de grands chefs, Au diable vauvert, 2008 ((en) The Bedroom Secrets of the Master Chefs, 2006), trad. Laura Derajinski
- Crime, Au diable vauvert, 2014 ((en) Crime, 2008), trad. Diniz Galhos  (ISBN 978-2846267946)Suite de Une ordure
- Skagboys, Au diable vauvert, 2016 ((en) Skagboys, 2012), trad. Diniz Galhos  (ISBN 978-2846269629)Préquelle de Trainspotting et Porno
- La Vie sexuelle des sœurs siamoises, Au diable vauvert, 2017 ((en) The Sex Lives of Siamese Twins, 2014), trad. Diniz Galhos  (ISBN 979-1030701036)
- Le Coup du siècle, Au diable vauvert, 2021 ((en) A Decent Ride, 2015), trad. Diniz Galhos  (ISBN 979-10-307-0420-4)Spin-off de Glu centré sur Terry Lawson
- L'Artiste au couteau, Au diable vauvert, 2018 ((en) The Blade Artist, 2016), trad. Diniz Galhos  (ISBN 979-1030701791)Spin-off de Trainspotting centré sur Francis « Franco » Begbie
- DMT, Au diable vauvert, 2018 ((en) Dead Men's Trousers, 2018), trad. Diniz Galhos  (ISBN 979-1030702767)
- Les Longs Couteaux, Au diable vauvert, 2025 ((en) The Long Knives, 2022)
- (en) Resolution, 2024

### Recueils de nouvelles
- (en) The Acid House, 1994
- Ecstasy. Trois contes d'amour chimique, L'Olivier, 1996 ((en) Ecstasy: Three Tales of Chemical Romance, 1996), trad. Alain Defossé
- (en) If You Liked School, You'll Love Work, 2007
- (en) Reheated Cabbage, 2009

### Théâtre
- Trainspotting, 1994
- You'll Have Had Your Hole, 1998
- Ecstasy, 1998
- Filth, 1999
- Babylon Heights, 2006

### Filmographie
- 1996 : Trainspotting de Danny Boyle
- 1999 : Acid House (The Acid House) de Paul McGuigan
- 2001 : Nuts
- 2003 : Dose
- 2004 : Bad Blood
- 2007 : Wedding Belles
- 2011 : Irvine Welsh's Ecstasy
- 2014 : Filth
- 2017 : T2 Trainspotting de Danny Boyle